# 왈리비 벨기에

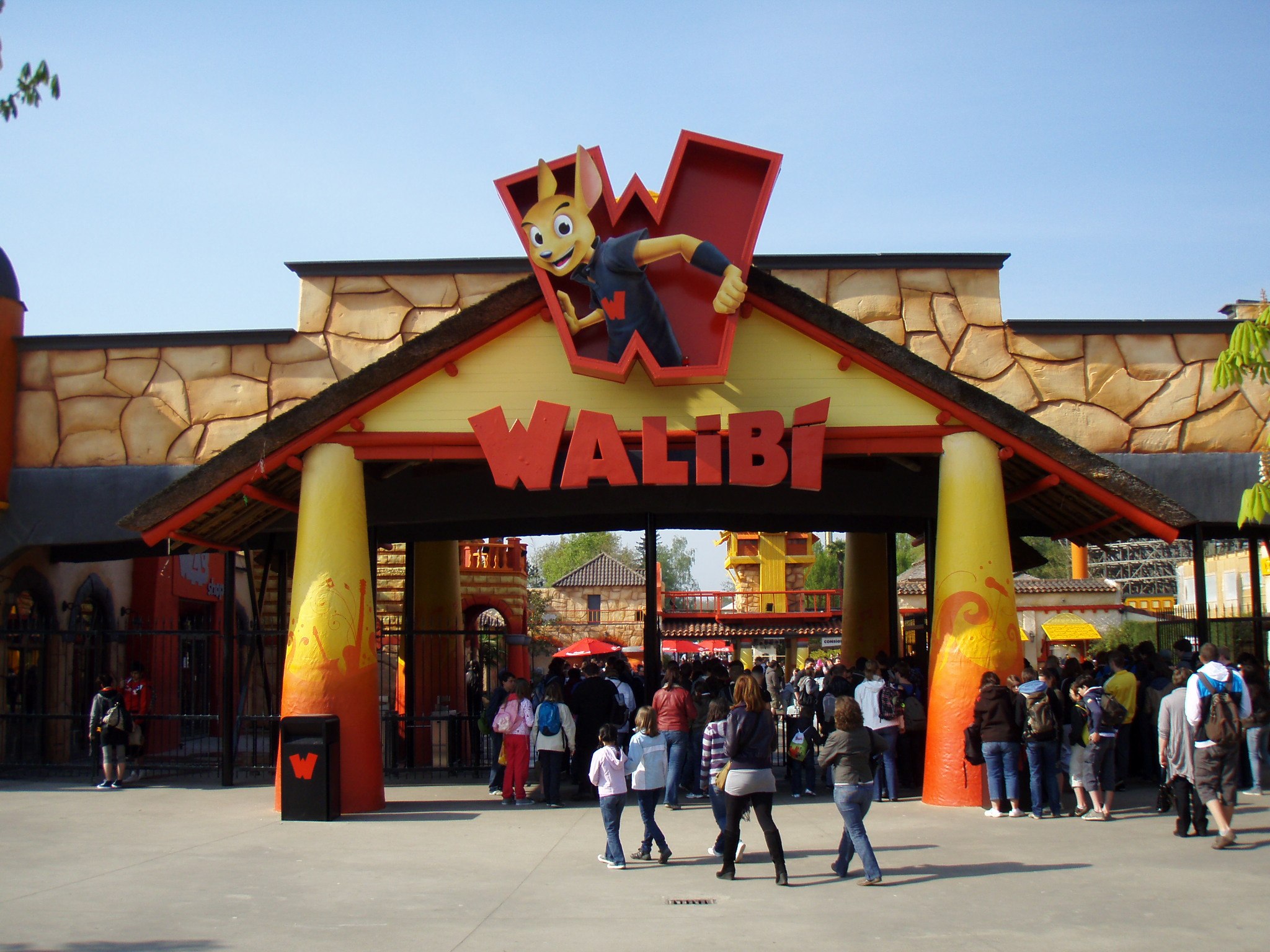

왈리비 벨기에(Walibi Belgium)는 벨기에 우아브르에 소재한 놀이공원이다. 이 놀이공원은 1975년 7월 26일에 개장하였으며, 현재 50여개의 놀이기구가 설치되어 있다. 최초의 기원  공원 Walibi은 벨기에 사업가 인 Eddy Meeùs에 의해 만들어졌습니다. " Walibi"라는 이름은 공원이 위치한 세 지방 자치 단체에서 온 것입니다. Wavre, Limal 및  Bierges에서 벨기에로 이동하십시오.

## 역사
1975년에 왈리비 우아브르로 개장하였으며, 이후 1998년에 식스 플래그스에서 이 공원을 인수하여 식스 플래그스 벨기에로 운영하다가, 2005년 3월 26일에 현재의 이름으로 재개장하여 오늘날에 이른다.

## 기타
- PC 게임 롤러코스터 타이쿤 2에 이 공원을 토대로 한 시나리오가 포함되어있다.[1]

## 같이 보기
- 왈리비 홀란드